# トミカ未来緊急隊アースコマンダー
トミカ未来緊急隊アースコマンダーは、1990年から1994年まで株式会社トミー（現タカラトミー）がトミカで展開していた情景玩具シリーズ。

## 概要
前年の1989年に発売された大型情景部品「未来緊急基地」をベースにしたシリーズとして登場、1994年まで商品展開されていた。
車種は金・銀メッキ塗装を施した専用モデルのほか、1991年には「コマンドビークルダブルアーマーシリーズ」も発売された。ダブルアーマーシリーズは通常のトミカにオリジナルの武装カウルをつけて戦闘車両に変身させるもので、1992年発売分ではトミカを名乗りながらマッチボックス製品をベースとしていた。現時点まで同業ブランドのOEM製品をトミカとして発売した唯一の例である。
ストーリーは近未来の地球で、小学生で構成される未来緊急隊「アースコマンダー」が地球侵略を狙う悪の組織「グローゲル」と戦うもので、情景部品の付録としてOVAまで製作されている。また、シリーズ後半には大型車両から変形するロボットも登場した。

## 登場人物

### トミカ未来緊急隊
声はOVA版。
タカシ
声：松岡洋子

アキ
声：原えり子

ガックン
声：丸尾知子

ミキ
声：鷹森淑乃

ライム
声：龍田直樹

## トミカ

### トミカ未来緊急隊アースコマンダーシリーズ
ES-01 ハイパーコマンドビークル
三菱パジェロ、スカイライン・ターボC、フェラーリ・テスタロッサで構成
ES-02 パトロールコマンドビークル
ハイエース救急車、セドリックパトロールカー、ポルシェ・959パトロールカーで構成
ES-03 レスキューコマンドビークル
キャンターレッカー車、日産ディーゼルポンプ車、テレックスローダーで構成
未来緊急隊セット
ハイエース救急車、セドリックパトロールカー、ランボルギーニ・カウンタックLP500S、ポルシェ・959で構成

### 基地
トミカ未来緊急基地
外観は巨大救急車の形をしているが変形することで移動司令基地となる。ビークル形態ではエアーシャトルをルーフ部分に合体させる事が出来た。後にルーフ部分を改修し、はしご型スロープを増設して消防車型基地「緊急レッドレスキュー」として別ブランドに流用する。
エアーシャトル
スペースシャトルの外観をしているが変形すると基地になる。ランドレスキューと合体することでスーパーコマンドベースとなる
ランドレスキュー
救急車の外観をしているが変形すると基地になる。エアーシャトルと合体することでスーパーコマンドベースとなる
ミッドスカイ
スペースシャトルの形をしているが変形すると移動基地となる。
ロボチャージャー
ビークルモードからロボットモードに変形する。コマンドビークルを4台収納できる。

### コマンドビークルW-Aシリーズ
アースファイアー
ベース車両は日産ディーゼルはしご付き消防車
アースアタッカー
ベース車両はハイエース救急車
アースサンダー
ベース車両はランボルギーニ・チータ
アースブラスター
ベース車両はフェラーリ・テスタロッサ
アースドーザー
ベース車両はメルセデスベンツ・ウニモグ（除雪車仕様）
アーストレイサー
ベース車両はフォード・スーパーバン
アースレッカー
ベース車両はピータービルトレッカー
アースクライスパー
ベース車両はホールデントラック